# Francesco Imberti (Bischof)
Francesco Imberti oder François Imberti (* 25. Dezember 1882 in Racconigi, Italien; † 27. Januar 1967 in Saint-Pierre) war ein italienischer Geistlicher. Er war Bischof von Aosta im italienischen Aostatal und danach Erzbischof von Vercelli.

## Leben
Francesco Imberti empfing am 29. Juni 1906 die Priesterweihe. Am 23. Juli 1932 wurde er von Pius XI. zum Bischof des Bistums Aosta ernannt. Die Bischofsweihe spendete ihm der Erzbischof von Sassari Maurilio Fossati, am 11. September desselben Jahres.
Am 10. Oktober 1945 ernannte ihn Papst Pius XII. zum Erzbischof von Vercelli. 1966 wurde seinem Rücktrittsgesuch durch Paul VI. stattgegeben, und er wurde zum Titularbischof von Vulturia ernannt.